# Aéroport régional de Lake Simcoe
L'aéroport régional de Lake Simcoe est un aéroport situé en Ontario, au Canada.